# Stoke-by-Nayland
Stoke-by-Nayland är en by (village) och en civil parish i Babergh, Suffolk i sydöstra England, Orten har 703 invånare (2001).